# Walrusivoor

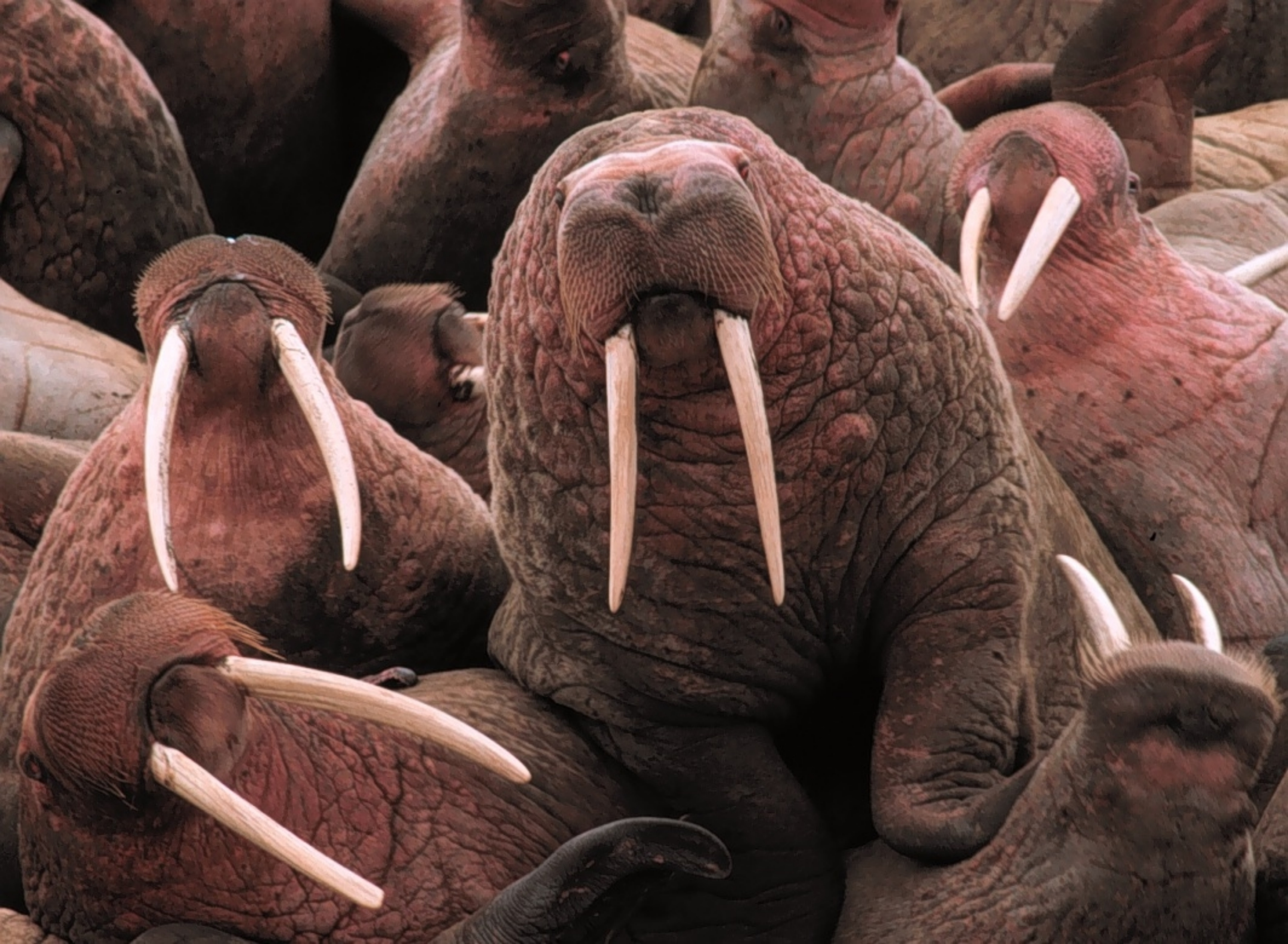
Pacifische walrus (Odobenus rosmarus divergens) bij Kaap Peirce in Zuid-Alaska

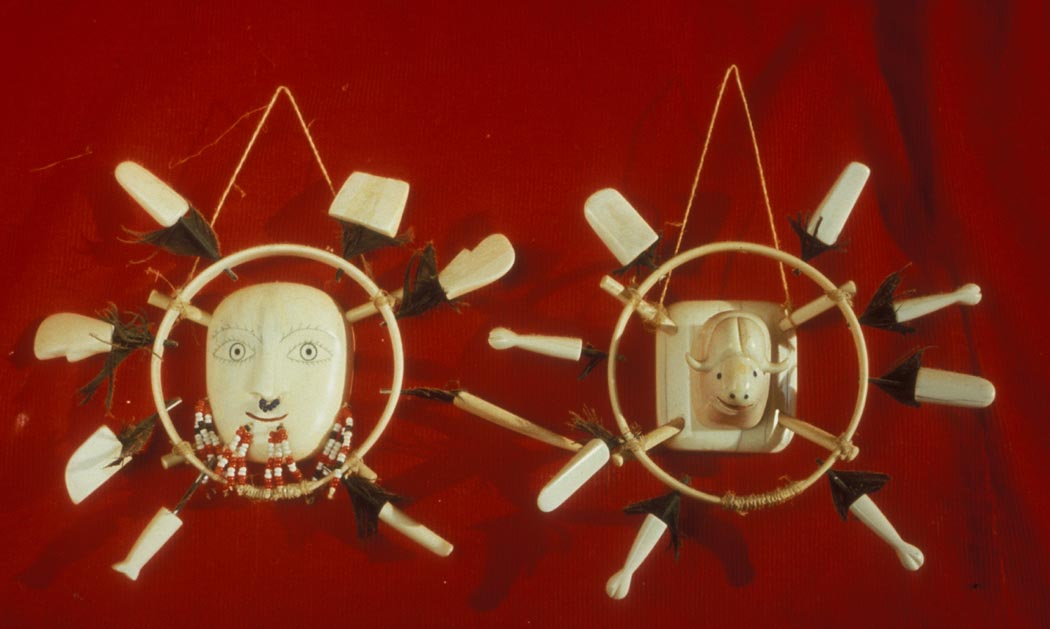
Ceremoniële ivoren maskers gemaakt door Joepikken uit Alaska

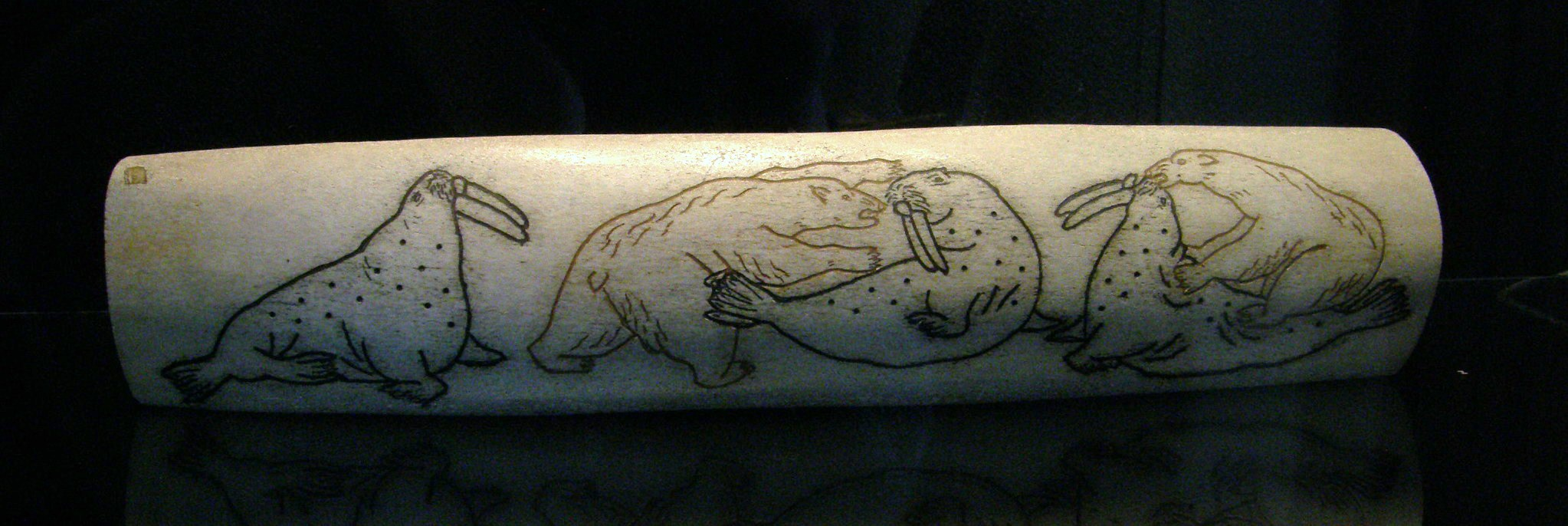
Walrustand met ingegraveerde ijsberen die walrussen aanvallen. Gemaakt in de jaren 1940 in Tsjoekotka (collectie streekmuseum Magadan).

Walrusivoor wordt gebruikt voor het maken van gebruiksvoorwerpen en kunstige gegraveerde afbeeldingen. Het is afkomstig uit een van de twee ivoren boventanden van een walrus. De walrustanden van pacifische walrussen (Odobenus rosmarus divergens) kunnen een lengte van een meter bereiken. Het ivoor van walrussen heeft een zeer harde laag secundaire dentine (vaak osteodentine genoemd) en is daardoor moeilijker te bewerken dan bijvoorbeeld olifantivoor.
Walrustanden zijn meestal rond en onregelmatig van vorm. De top heeft een glazuurlaag, die wegslijt tijdens de jeugd van de walrus. Vanuit het cementum doordringen kleine breuken de dentine over de hele lengte van de tand. Dwarsdoorsneden van walrustanden zijn meestal ovaalvormig met breedvormige inkepingen. De dentine bestaat uit een primaire en een secundaire laag. Primaire dentine heeft het klassieke aanzicht van ivoor, terwijl secundaire dentine lijkt op marmer of havermout.

## Geschiedenis
Reeds duizenden jaren is het besnijden en graveren van walrusivoor een belangrijke volkskunst bij volkeren uit het poolgebied (de Arctis), zoals de Inuit (Inupiaq en Joepikken) uit Groenland, Noord-Amerika (Alaska, Yukon, Northwest Territories en Nunavut) en Tsjoekotka (Russische Verre Oosten) en de Tsjoektsjen en Korjaken uit Tsjoekotka en Korjakië (Russische Verre Oosten).
Kunstige voorwerpen van walrusivoor waren populair in Rusland en andere delen van Europa vanaf de middeleeuwen. Er zijn verschillende walrusivoor-snijscholen geweest, waarvan met name die van Cholmogory en Tobolsk bekend waren. Tot de bekendste voorwerpen uit walrusivoor behoren de waarschijnlijk in Noorwegen gemaakte Lewis-schaakstukken (12e eeuw).
In Nederland werd begin 17e eeuw veel op walrussen gejaagd omdat walrusivoor meer opleverde dan olifantivoor. De walrusvangst hing echter samen met de walvisvaart en na verloop van tijd werden steeds minder walrussen gevangen omdat deze te weinig spek opleverden, de walrussen volgens de walvisvaarders "te schuw" werden en de walvisvaart zich steeds meer verplaatste van de jacht in baaien naar de jacht op volle zee. Walvisivoor werd ook onder andere uit Scandinavië en Rusland geïmporteerd voor gebruik als mesheften. Ivoordraaiers waren in Nederland wel actief, maar deze werkten liever met het makkelijker te bewerken en makkelijker te verkrijgen olifantivoor.
Tegenwoordig wordt het bewerken van walrusivoor nog gedaan door de Tsjoektsjen en de Joepikken rond de Beringzee. In de Sovjetperiode werden verschillende walrussnijcollectieven opgezet in Tsjoekotse dorpen, waarvan dat van Oeëlen het belangrijkste was en is. Door de inwerkingtreding van het CITES-verdrag is de handel in walrusivoor echter sterk gedaald.